# Giochi delle Special Olympics 2015
I Giochi delle Special Olympics 2015 si sono svolti a Los Angeles, negli Stati Uniti, dal 25 luglio al 2 agosto 2015. Sono state la sedicesima edizione delle Special Olympics, le prime negli Stati Uniti dopo sedici anni.

## Sviluppo e preparazione

### Sedi di gara

#### Centro
- Los Angeles Convention Center
  - Halls E e F (pallamano)[3]
  - South Hall (badminton, bocce, pattinaggio a rotelle, tennistavolo)[3]
- Lucky Strike L.A. Live (bowling)[4]

#### Encino
- Balboa Sports Center (calcio a 7)[5]

#### Griffith Park
- Los Angeles Equestrian Center (equitazione)[6]
- Wilson and Harding Golf Course (golf)[7]

#### Long Beach
- Alamitos Beach (beach volley, beach soccer, mezza maratona, nuoto di fondo, triathlon)[8]
- Belmont Veterans Memorial Pier (vela)[9]
- Long Beach Marine Stadium (kayak)[10]

#### UCLA
- Drake Stadium (calcio)[11]
- Easton Stadium (softball)[12]
- Intramural Field (calcio a 5)[13]
- John Wooden Recreation Center (ginnastica artistica e ritmica)[14]
- Los Angeles Tennis Center (tennis)[15]
- North Athletic Field (calcio)[16]
- Pauley Pavilion (pallavolo)[17]
- Student Activities Center (judo)[18]

#### USC
- Galen Center (pallacanestro)[19]
- Loker Stadium/ Cromwell Field (atletica)[20]
- Uytengsu Aquatics Center (sport acquatici)[21]

Gli atleti sono ospitati presso la University of Southern California e presso l'UCLA.

## I Giochi

### Partecipanti
Nazioni partecipanti:
- Afghanistan
- Albania
- Algeria
- Samoa Americane
- Argentina
- Armenia
- Aruba
- Australia
- Austria
- Azerbaigian
- Bahamas
- Bahrein
- Bangladesh
- Barbados
- Bielorussia
- Belgio
- Belize
- Benin
- Bhutan
- Bolivia
- Bonaire
- Bosnia ed Erzegovina
- Botswana
- Brasile
- Brunei
- Bulgaria
- Burkina Faso
- Cambogia
- Canada
- Isole Cayman
- Cile
- Cina
- Taipei cinese
- Colombia
- Costa Rica
- Croazia
- Cuba
- Curaçao
- Cipro
- Rep. Ceca
- RD del Congo
- Danimarca
- Dominica
- Rep. Dominicana
- Ecuador
- Egitto
- El Salvador
- Estonia
- Fær Øer
- Figi
- Finlandia
- Francia
- Georgia
- Germania
- Ghana
- Gibilterra
- Regno Unito
- Grecia
- Guatemala
- Guyana
- Honduras
- Hong Kong
- Ungheria
- Islanda
- India
- Indonesia
- Iran
- Iraq
- Irlanda
- Isola di Man
- Israele
- Italia
- Costa d'Avorio
- Giamaica
- Giappone
- Giordania
- Kazakistan
- Kenya
- Corea del Sud
- Kosovo
- Kirghizistan
- Laos
- Lettonia
- Libano
- Libia
- Liechtenstein
- Lituania
- Lussemburgo
- Macao
- Macedonia
- Malawi
- Malaysia
- Mali
- Malta
- Mauritius
- Messico
- Moldavia
- Monaco
- Mongolia
- Montenegro
- Marocco
- Birmania
- Namibia
- Nepal
- Paesi Bassi
- Nuova Zelanda
- Nicaragua
- Nigeria
- Norvegia
- Pakistan
- Palestina
- Panama
- Papua Nuova Guinea
- Paraguay
- Perù
- Filippine
- Polonia
- Portogallo
- Porto Rico
- Qatar
- Romania
- Russia
- Ruanda
- Samoa
- San Marino
- Arabia Saudita
- Senegal
- Serbia
- Seychelles
- Singapore
- Slovacchia
- Slovenia
- Sudafrica
- Spagna
- Sri Lanka
- Saint Kitts e Nevis
- Saint Lucia
- Saint Vincent e Grenadine
- Suriname
- eSwatini
- Svezia
- Svizzera
- Siria
- Tagikistan
- Tanzania
- Thailandia
- Timor Est
- Togo
- Tonga
- Trinidad e Tobago
- Tunisia
- Turchia
- Turkmenistan
- Uganda
- Ucraina
- Emirati Arabi Uniti
- Stati Uniti
- Uruguay
- Isole Vergini Americane
- Uzbekistan
- Venezuela
- Vietnam
- Zambia
- Zimbabwe

### Discipline
- Atletica leggera
- Badminton
- Bocce
- Bowling
- Calcio a 5
- Calcio a 7
- Calcio
- Ciclismo
- Equitazione
- Ginnastica artistica
- Ginnastica ritmica
- Golf
- Judo
- kayak
- Pallacanestro
- Pallamano
- Pallavolo
- Pattinaggio a rotelle
- Softball
- Sollevamento pesi
- Sport acquatici
- Tennis
- Tennistavolo
- Vela

Nel programma, come sport dimostrativi, sono stati inclusi anche beach soccer, beach volley, nuoto di fondo e triathlon.

## Cerimonia d'apertura
La cerimonia d'apertura dei giochi delle Special Olympics Los Angeles 2015 (LA2015) si è tenuta il 25 luglio 2015 al Los Angeles Memorial Coliseum.